# Gomesa divaricata
Gomesa divaricata là một loài thực vật có hoa trong họ Lan. Loài này được Hoffmanns. ex Schltr. mô tả khoa học đầu tiên năm 1926.